# Sceloporus anahuacus
Sceloporus anahuacus este o specie de șopârle din genul Sceloporus, familia Phrynosomatidae, descrisă de Lara-gongora 1983. A fost clasificată de IUCN ca specie cu risc scăzut. Conform Catalogue of Life specia Sceloporus anahuacus nu are subspecii cunoscute.